# Villa Falconieri (Film)
Villa Falconieri ist ein deutsch-italienischer Stummfilm aus dem Jahr 1928 von Richard Oswald nach einer literarischen Vorlage von Richard Voß (1896).

## Handlung
Graf Cola Campana, ein junger Dichter, hat in der Nähe von Rom die schöne Villa Falconieri gemietet, weil er die Nähe der ebenso schönen wie koketten Prinzessin Sora sucht, in die er verliebt ist. Deren Besitz liegt genau gegenüber. Im Pächterhaus wohnt die arme Maria Mariano, die unter den Drangsalierungen ihres ebenso ruppigen wie leichtsinnigen und spielsüchtigen Mannes Vittorio leidet. Mariano hatte einst die Villa von einem gleichfalls spielsüchtigen und verschuldeten Mannes erworben, in der Hoffnung, mit den Mieteinnahmen die eigene Spielleidenschaft finanzieren zu können. Für Maria ist Graf Colas Anwesenheit ein Segen, findet sie doch bei ihm Verständnis und Trost. Ihre Hoffnung, dass der Graf sich in sie verlieben könnte, trügt jedoch; Campanas Herz gehört seiner Prinzessin, auch wenn die in Cola lediglich einen amüsanten Zeitvertreib sieht.
Als Vittorio bei einem wüsten Spielgelage mal wieder alles verliert -- schließlich setzt er sogar noch seine eigene Ehefrau ein --, spitzt sich die Lage dramatisch zu. Vollkommen verzweifelt, flieht Maria zu Cola und bittet um Beistand. Mariano will sie sich mit Gewalt zurückholen, doch Graf Cola versucht das Allerschlimmste zu verhindern: Dass Maria an den sie gewinnenden Trunkenbold weitergereicht wird. Als Mariano nunmehr einen Zweikampf mit dem dichtenden Edelmann beginnen will, wirft sich Maria zwischen die beiden und wird dabei von ihrem ruchlosen Gatten niedergestochen. Schwer verletzt sinkt die Frau nieder, während Mariano, von der Polizei verfolgt, flieht. Auf seiner Flucht landet er in einem Steinbruch, wo er in die Tiefe stürzt und dabei ums Leben kommt.
Jetzt ist Maria frei, und Cola kümmert sich aufopfernd um sie, bis sie endgültig gesundet. Doch Maria muss auch erkennen, dass sie die Gefühle, die sie für Liebe hielt, lediglich Graf Colas Mitleid für sie, eine von ihrem Mann geschundene Frau, bedeuteten. Für Maria Mariano kommt diese Erkenntnis wie ein Keulenschlag. Dieser Situation nicht gewachsen, rennt Campana hinüber zu seiner blonden Prinzessin. Lachend fährt sie mit ihrem Gatten, mit dem sie sich soeben ausgesöhnt hat, an ihm vorbei. Erst jetzt dämmert dem jungen Poeten, dass die Hochadelige mit seinen Gefühlen nur gespielt hat. Nun ist Graf Cola einem Nervenzusammenbruch nahe, und es ist an Maria, ihn zu pflegen bis auch er erkennen muss, dass beide füreinander bestimmt sind.

## Produktionsnotizen
Der in der Umgebung von Rom (Außenaufnahmen bei der Villa Falconieri) sowie in den Berliner Jofa-Studios und in Turiner Ateliers gedrehte, sechsaktige Film passierte am 20. September 1928 die deutsche Filmzensur und wurde am 12. November desselben Jahres am UFA-Pavillon am Nollendorfplatz uraufgeführt. Der 2266 Meter lange Film erhielt in Deutschland Jugendverbot. Die italienische Erstaufführung erfolgte im März 1929.
Bei der hierzulande gänzlich unbekannten Eve Gray (1900–1983) (Rolle der hochnäsigen Prinzessin Sora) handelte es sich um eine britische Schauspielerin, die 1928 für drei Filme nach Deutschland verpflichtet wurde. Die Filmbauten stammen von Heinrich C. Richter.